# 北京飯店
北京飯店は、中華人民共和国の北京市の長安街と王府井大街に建つ高級ホテルである。

## 概要
中華人民共和国の首都である北京市の中心地の長安街と王府井大街に面して建っている、清朝時代から営業されている数少ない高級ホテルで、現在も北京市を代表する高級ホテルのひとつである。
1900年の開業以来、100年以上の歴史を有する。中華人民共和国の建国記念パーティーの開催場所となったほか、中華民国の初代総統である孫文や、ソビエト連邦のニキータ・フルシチョフ首相、アメリカ合衆国のリチャード・ニクソン大統領、日本の田中角栄首相やインドネシアのスカルノなどの各国の国家元首から、ジョージ・バーナード・ショーをはじめとする作家など、開業当初から現在に至るまで、世界各国の国賓や著名人が利用することでも知られる。
中国共産党北京市委員会や北京市人民政府、中華人民共和国国家安全部などの政府機関の本部だけでなく、天安門広場や紫禁城（故宮博物院）、毛主席紀念堂などの観光施設も徒歩圏内にあることから、政府要人から団体観光客までが利用する。

## 歴史
1900年に二人のフランス人が北京の東交民巷（zh:东交民巷、正陽門内の東の外国公使館区域）に部屋付きの小さなレストランを開き、翌年、広い敷地に移転し、客室20室の「北京ホテル」として開業した。
1903年にイタリアの起業家ロッソが購入し、繁盛したため、王府井南端の紫禁城の隣の一等地を購入し、規模拡大を図ったが、計画途中の1907年に中法実業銀行（fr:Banque industrielle de Chine、フランスのインドシナ銀行中国支店の後身で、3分の1が中国資本）に売却、5階建ての煉瓦造りの建物が建設され、1915年に北京でも数少ない近代的ヨーロッパ風ホテル「グランド・ホテル・ド・ペキン」として新装開店し、その後1917年に7階建ての新館（現B棟）が追加された。客室は200を数え、全室にバス・トイレ・暖房・電話が完備され、施設の豪華さから、中国を訪問する著名人の常宿となった。
日中戦争勃発後の1937年に日本軍が北京を占領してからは日本軍の管理下に置かれ、1940年に楢橋渡が買収して社長となった。1945年8月に日本が第二次世界大戦で連合国に敗北し北京から撤退した後は、蔣介石総統率いる中国国民党の管理下に置かれた。
1949年に国共内戦が終結し中華人民共和国が建国された後は、中国共産党政府所有のホテルとなり、同年にはホテル内の宴会場で毛沢東党主席や劉少奇国家主席、周恩来総理、朱徳委員長ら国家首脳部の出席の上で建国祝賀会が開催された他、文化大革命期までは様々な記念日のレセプションパーティーが行われた。1954年にはさらに新たな建物が追加された。
またこの頃より1980年代にかけては、北京を公式訪問したソビエト連邦のニキータ・フルシチョフ首相やアメリカ合衆国のリチャード・ニクソン大統領、日本の田中角栄首相や北ベトナムのホー・チ・ミン主席などの各国の国家元首が宿泊するなど、 北京の迎賓館的存在となった。
1974年には、最初に建てられた建物が取り壊され、その跡地に89メートルの本館（現在のA棟）が建設された。当時、この建物は北京で最も高い建物であった。2001年に大規模なリニューアルが施された。
1989年、天安門事件では多くの海外記者が宿泊しており、有名な無名の反逆者の映像もここで撮影された。
2005年にはB棟がフェアモント・ラッフルズ・ホテルズ・インターナショナル傘下のシンガポールのラッフルズ・インターナショナルが運営する「ラッフルズ北京ホテル（北京飯店莱佛士）」として別の体制で営業されることとなった。2008年に開催された北京オリンピックの際には、ホテル全体が国際オリンピック委員会の本部となった。

## 施設

### 客室

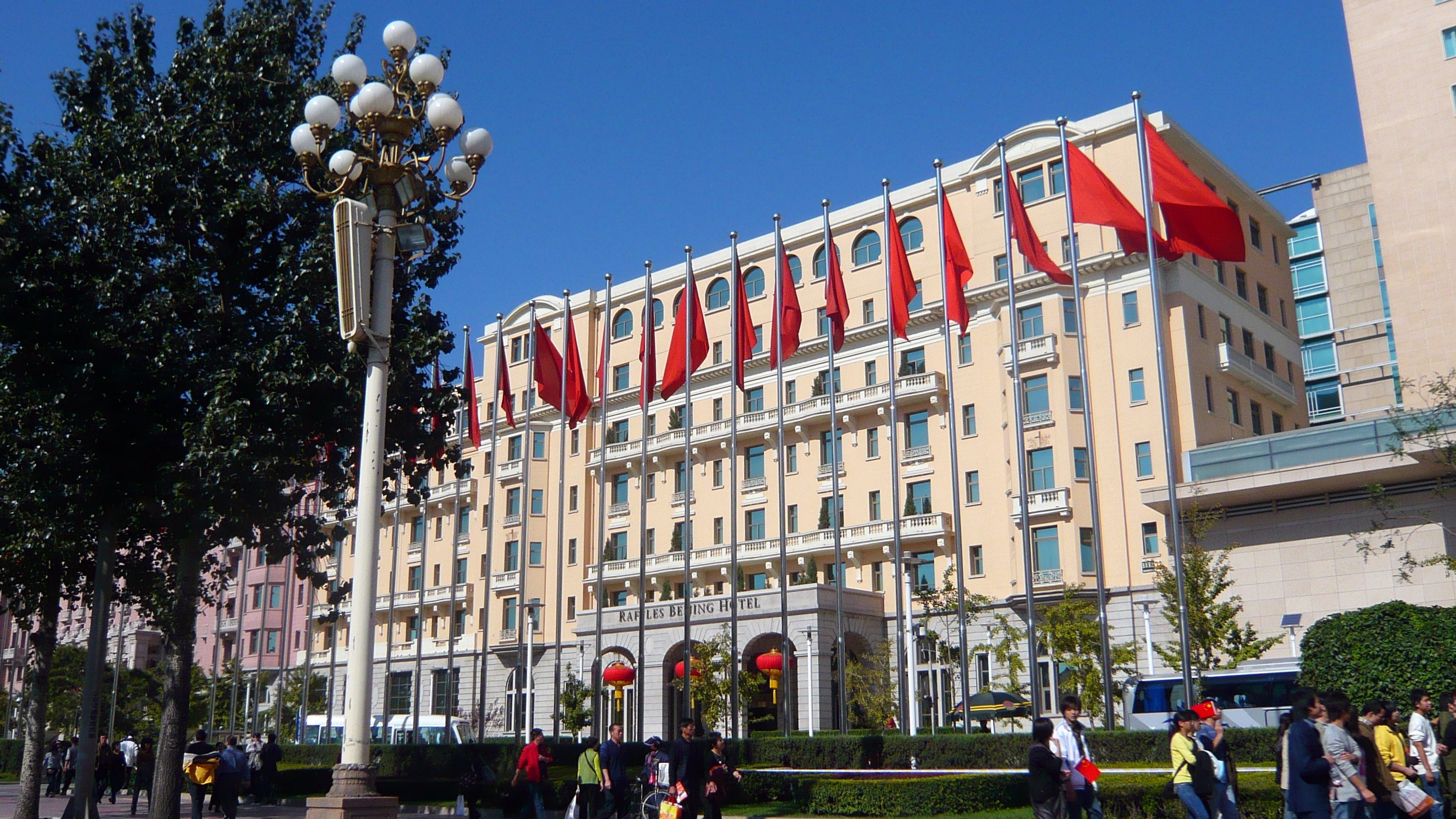
ラッフルズ北京ホテル

A棟からE棟までがあり、北京飯店（全871室）とラッフルズ北京ホテル（全171室）として運営されている。

### レストラン/バー
- 中華礼儀餐庁
- 伝来堂
- 五人百姓（日本料理）
- アウトバック・ステーキハウス（ステーキ）
- サンシャイン・カフェ

### バンケットルーム
各種パーティーや会議など、様々な用途に対応するバンケットルームが用意されている。

### その他
- フィットネス・ジム
- プール
- ビジネスセンター
- 駐車場

## アクセス
北京地下鉄1号線王府井駅まで徒歩3分で、北京駅までは車で5-10分程度である。 北京首都国際空港までは車で30-40分程度。